# Storey megye
Storey megye az Amerikai Egyesült Államokban, azon belül Nevada államban található. Megyeszékhelye és legnagyobb városa Virginia City. Lakosainak száma 4104 fő (2020. április 1.). Storey megye Washoe, Lyon és Carson City megyékkel határos. Itt található a Tesla, Inc. Giga Nevada autógyára.

## Népesség
A megye népességének változása:
| Lakosok száma | 3997 | 3964 | 3939 | 3942 | 3987 | 4104 |
|               | 2010 | 2011 | 2012 | 2013 | 2015 | 2020 |